# Lilli Henoch
Pour les articles homonymes, voir Hénoch (homonymie).
Lilli Margarethe Rahel Henoch, né le 26 octobre 1899 à Königsberg et morte le 8 septembre 1942 dans le ghetto de Riga, est une athlète allemande, championne d'Allemagne dans quatre disciplines différentes, devenue professeur de gymnastique.

## Biographie
Lilli Henoch est la fille du marchand juif Lei Hennoch et de sa femme Rose. Elle a une sœur aînée et un frère cadet et grandit à Königsberg (province de Prusse-Orientale),,. Son père meurt en 1912. Alors qu'elle a 19 ans, sa famille s'installe à Berlin où sa mère se remarie. Au début des années 1920, elle rejoint le Berlin Sports Club (BSC), dont un quart des membres est juif. Elle ne participe pas aux Jeux Olympiques d'été de 1924 parce que l'Allemagne est interdite de participation à la suite de la Première Guerre mondiale,. En 1924, elle entraîne la section féminine du Bar Kochba Berlin. Elle est membre de l'équipe de hockey féminine qui gagne le championnat national l'année suivante. En 1933, après l'accession au pouvoir d'Adolf Hitler et à la suite des lois racistes nazies, elle et les autres membres juifs du BSC sont obligés de quitter le club. Elle rejoint alors le Jüdischer Turn-und Sportclub 1905 (club de sport et de gymnastique juif), où elle intègre l'équipe de handball. Elle y conduit également des entraînements de gymnastique. En tant que juive, elle n'est pas autorisée à participer aux Jeux olympiques d'été de 1936.

### Carrière
Entre 1922 et 1926, elle gagne dix titres de championne d'Allemagne dans plusieurs disciplines : au lancer de poids (1922-1925), au lancer de disque (1923-1924), en saut en longueur (1924) et en relais, 4 × 100 m (1924-1926),.
En disque, elle établit le record du monde le 1er octobre 1922 avec un lancer à 24,90 m. L'année suivante, elle bat son propre record avec un nouveau lancer à 26,62 m. Elle gagne le championnat d'Allemagne en 1923 et 1924 et  remporte la médaille d'argent en 1925.
En 1923, elle reçoit la médaille de bronze au Championnat d'Allemagne de saut en longueur puis la médaille d'or l'année suivante.
Le 16 août 1925, elle bat le record du monde en lancer de poids avec un lancer à 11,57 m. Elle est championne d'Allemagne de 1922 à 1925 et vice-championne d'Allemagne en 1921 et 1926.
En 1924, 1925 et 1926, elle est championne d'Allemagne du 4 × 100 m avec ses partenaires de club.

### Mort
Le 5 septembre 1942, sa mère de 66 ans, son frère et elle sont déportés dans le ghetto de Riga en Lettonie,, où sa mère et elle sont assassinées par les Einsatzgruppen dans une forêt environnante, leurs corps (et ceux des autres juifs assassinés) enterrés dans une fosse commune,. Le sort de son frère reste inconnu.

## Carrière sportive
Championnat d'Allemagne
- 1922 : lancer de poids
- 1923 : lancer de poids ; lancer de disque
- 1924 : 4 × 100 m ; saut en longueur ; lancer du poids ; lancer du disque
- 1925 : 4 × 100 m ; lancer de poids
- 1926 : 4 × 100 m

Records du monde
- Lancer de disque : 24,90 m (Berlin, 1er octobre 1922) ; 26,62 m (Berlin, 7 août 1923)
- Lancer de poids : 11,57 m (Leipzig, 16 août 1925)

## Commémoration
Elle est inscrite à l'International Jewish Sports Hall of Fame en 1990.
Elle fait partie des athlètes commémorés dans l'exposition « Zwischen Erfolg und Verfolgung – Jüdische Stars im deutschen Sport bis 1933 und danach » (Entre la réussite et la persécution - les stars juives du sport allemande à partir de 1933) installée dans la gare centrale de Berlin pendant les Maccabiades en juillet 2015.
Une rue porte son nom à Berlin, dans le quartier de Prenzlauer Berg.
En 2008, une Stolpersteine est apposée sur le mur de la maison où elle vécut à Berlin.